# Jaskinia w Ostryszni
Jaskinia w Ostryszni – jaskinia w Wąwozie Ostryszni na Wyżynie Olkuskiej będącej częścią Wyżyny Krakowsko-Częstochowskiej. Znajduje się pomiędzy wsiami Imbramowice i Glanów w województwie małopolskim, w powiecie olkuskim, w gminie Trzyciąż.

## Opis obiektu
Znajduje się w skale Cieplarnia w lewych zboczach Wąwozu Ostryszni. U jej zachodniej podstawy jaskinia ma niski, owalny otwór. Przejście przez niego wymaga czołgania się. Za otworem znajduje się półkolisty korytarz i niski próg, a za nim w górę skały ciągnie się główna komora o wysokości 4 m i szerokości około 3 m. Po jej lewej stronie jest skalna. pochyła półka z dwoma ślepo zakończonymi szczelinami. Początkowo stromo pnące się w górę dno jaskini w końcowym odcinku przechodzi w pionowy komin, który na szczycie skały wychodzi lejkowato  się rozszerzającym otworem.
Jaskinia powstała w skalistych wapieniach jury późnej. Na jej ścianach dobrze widoczne są ślady po przepływającej wodzie: jamki wirowe, kotły wirowe i ślepe kominki. Jaskinia w przeszłości była syfonowym odcinkiem kanału krasowego. W potoku poniżej skały następuje zanik wody (ponor), co wskazuje, że podziemny przepływ wody w tej okolicy nadal ma miejsce. 
Dno jaskini w korytarzyku wejściowym próchniczno-gliniaste, w komorze głównej składa się z kamieni, próchnicy i gliny. Przez górny otwór komina do jaskini nawiewane są liście, wskutek czego jego dno jest próchniczno-liściaste. Na ścianach jaskini znajdują się wysuszone grzybki naciekowe, zniszczone stalaktyty, resztki polew mleka wapiennego, a miejscami także skamieliny gąbek.
Jaskinia jest przewiewna, sucha i ciemna, rozproszone światło słoneczne dostaje się tylko w okolice jej otworów. Brak w niej roślin, obserwowano natomiast bogatą faunę bezkręgowców: krocionogi, kilka gatunków ciem, muchówki. Nie hibernują w niej natomiast nietoperze. Przyczyną tego jest silny przeciąg spowodowany dwoma otworami. Zamknięcie górnego otworu stworzyłoby dla nich przyjazne miejsce do zimowania, zabezpieczyłoby przed przypadkowym wpadnięciem do jaskini, a także zmniejszyłoby zagrożenie spowodowane obsuwaniem się luźnych skał wewnątrz komina.

## Historia poznania i dokumentacji
Jaskinia jest łatwo dostępna, zapewne więc była znana od dawna. W literaturze nie była jednak wzmiankowana. Po raz pierwszy pomierzył ją i opisał Adam Polonius we wrześniu 2014 roku. On też sporządził jej plan.

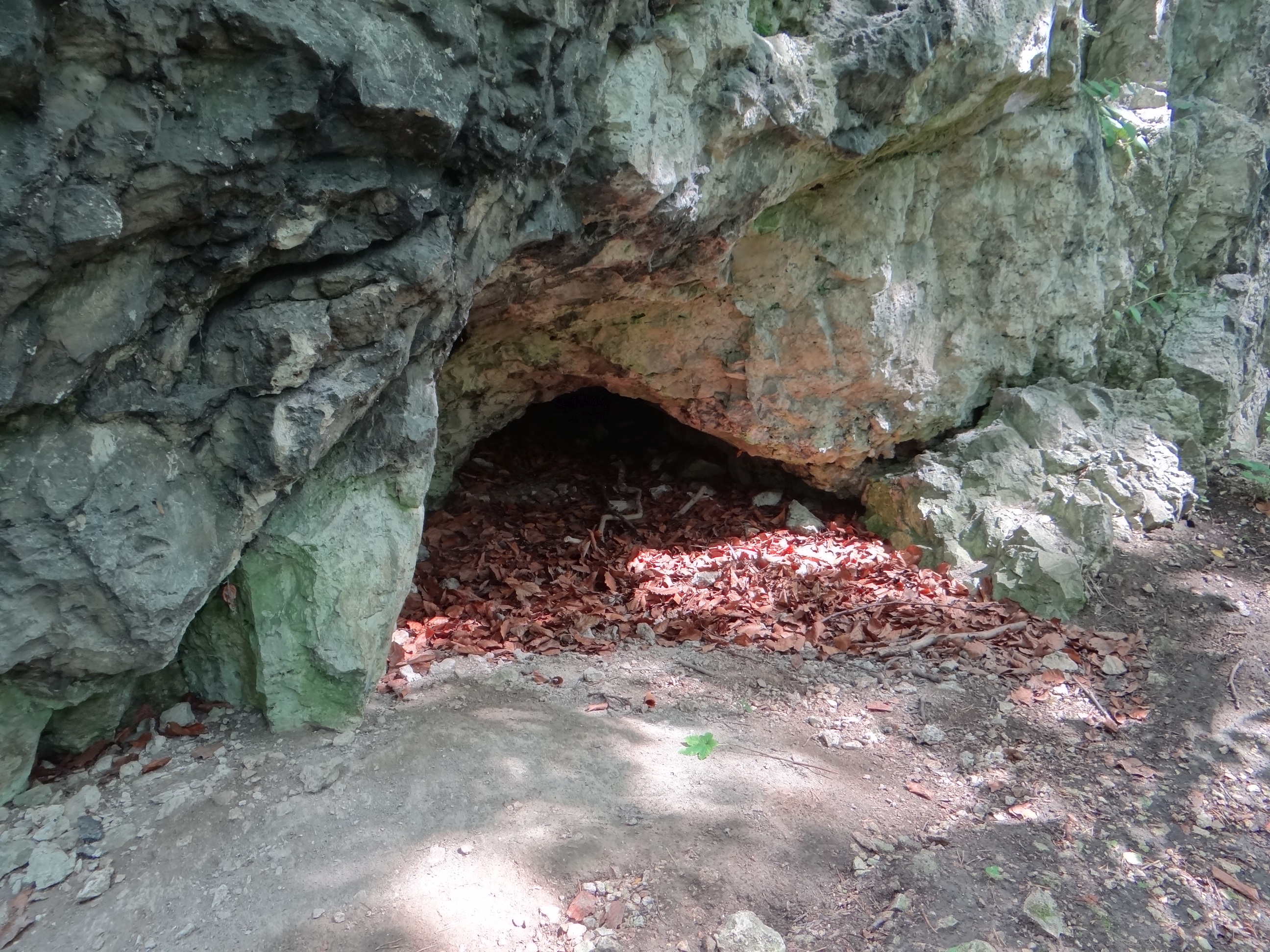
Dolny otwór
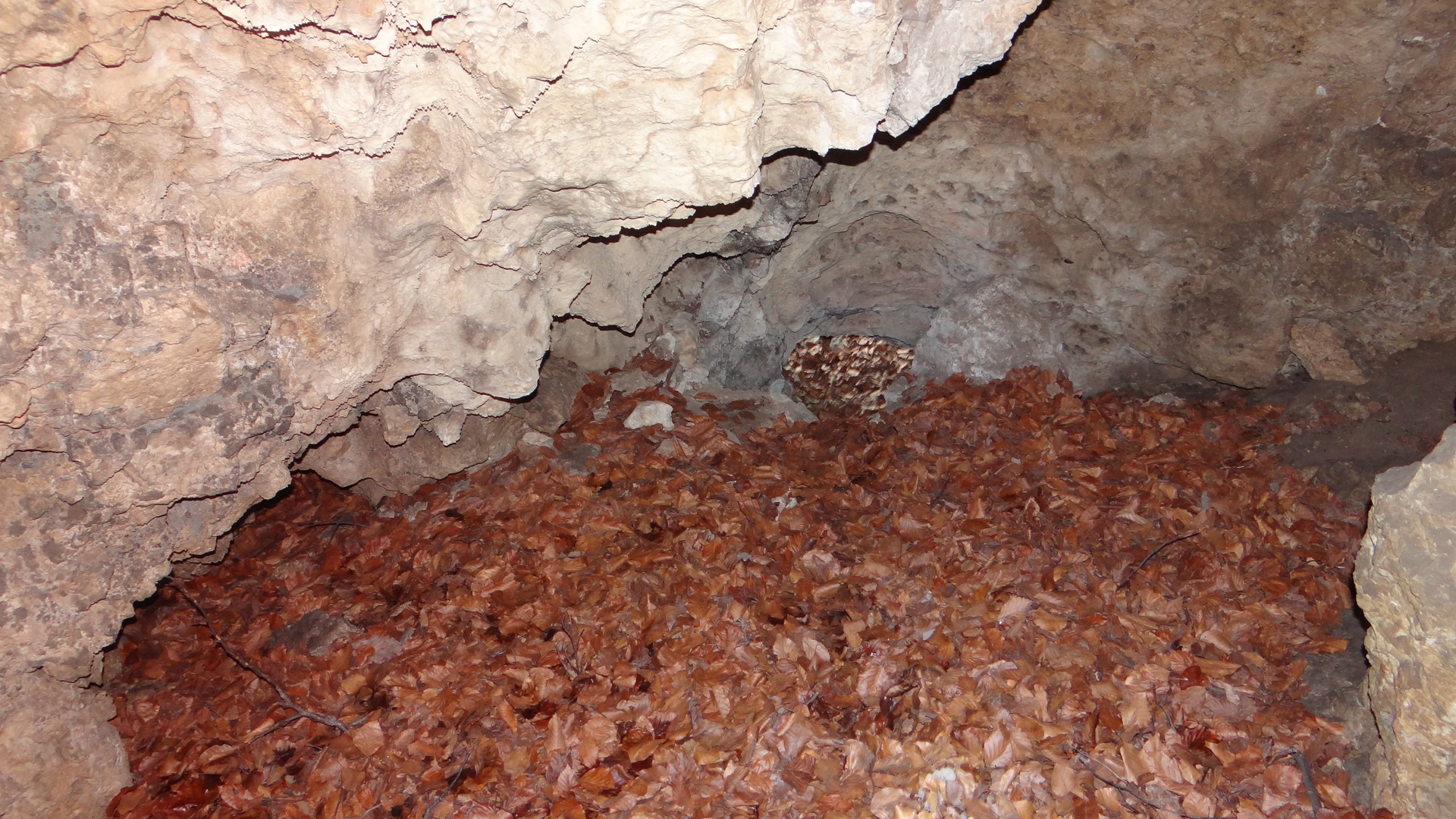
Korytarzyk za dolnym otworem
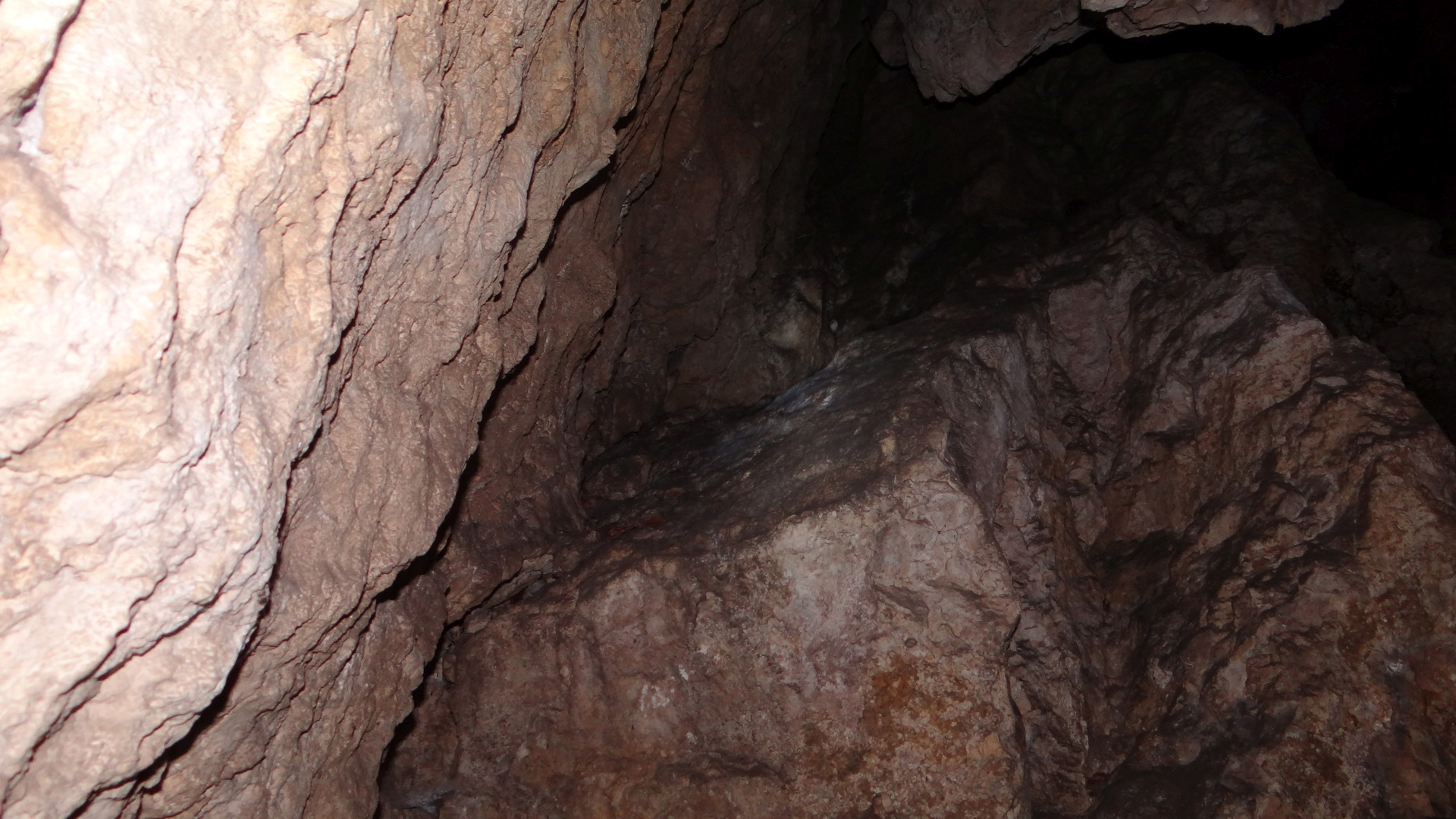
Próg i dolna część komory
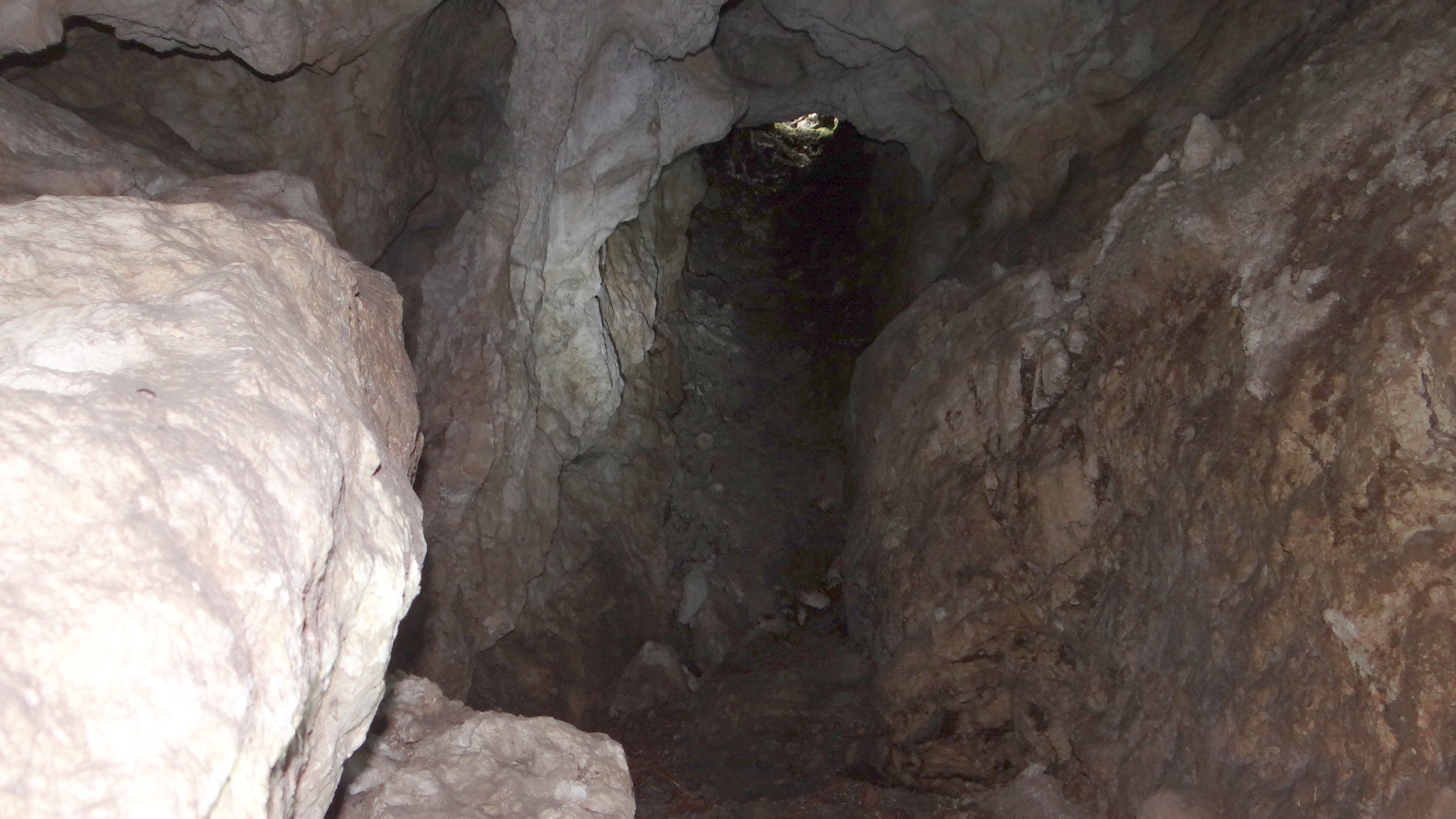
Górny otwór